# Envisat
El Envisat (2002-2012) era un satèl·lit ambiental d'observació de la Terra construït per l'Agència Espacial Europea (ESA). El seu nom és un mot creuat de les paraules en anglès environment i satellite. El centre de control es trobava a l'institut ESOC a Darmstadt (Alemanya).
Es va llançar l'1 de març de 2002 a bord d'una llançadora Ariane 5 des del Port Espacial Europeu a Kurú, cap a una òrbita polar amb sincronització solar a una distància de 790 km (±10 km) de la superfície de la Terra. Orbita la Terra en aproximadament 101 minuts amb un cicle que es repeteix cada 35 dies. Amb una massa de 8.211 kg era el satèl·lit més gran dels posats en òrbita per la ESA. Portava nou dispositius d'observació que envien informació sobre la terra, el gel, l'aigua i l'atmosfera en utilitzar diversos mètodes científics de mesura. La missió es va acabar de manera abrupta el 8 d'abril del 2012, quan es va perdre la comunicació. Ha complert deu anys de servei, el doble de previst.
Alguns dels instruments de mesura eren modificacions millorades dels instruments que portaven els satèl·lits ERS-1 i l'ERS-2. Aquest nou instruments són: ASAR, MERIS, AATSR, RA-2, MWR, DORIS, GOMOS, MIPAS i SCIAMACHY. Aquest darrere és un espectròmetre dissenyat per a mesurar globalment les traces de gasos a la troposfera i l'estratosfera. Entre moltes altres coses va mesurar el forat de la capa d'ozó.